# Onocephala diophthalma
Onocephala diophthalma är en skalbaggsart som först beskrevs av Perty 1832.  Onocephala diophthalma ingår i släktet Onocephala och familjen långhorningar. Inga underarter finns listade i Catalogue of Life.